# ダブルチーム (映画)
『ダブルチーム』（Double Team）は、1997年のアメリカ合衆国のアクション映画。
タイトルはバスケットボール用語の「ダブルチーム」から。

## ストーリー
元CIAのエージェントであるジャック・クインは、現在は引退して妊娠した妻キャサリンと南フランスで平和に暮らしていた。そんなある日、テロリストのスタヴロスが再び活動を開始する。ジャックは元同僚から再びCIAに復帰するよう説得され、心配する妻を後目にそれを了承するのだった。
ジャックはアントワープの武器商人ヤズから武器を入手し、スタヴロスが現れるという遊園地で待ち伏せを行う。そして部隊がスタヴロスを狙撃しようとしたその時、彼の妻と幼い息子が現れる。遊園地に来たのは幼い息子と束の間の休息を楽しむためだった。その姿を見たジャックは狙撃命令を出すことに躊躇してしまい、スタヴロスに作戦を勘付かれてしまう。その結果、遊園地内での大きな銃撃戦に発展してしまい、その流れ弾がスタヴロスの妻と幼い息子の命を奪ってしまう。しかも当のスタヴロス本人には逃げられ、ジャックは意識を失う大怪我を負ってしまい、作戦は大失敗に終わってしまった。この失敗が原因で彼は、失敗したエージェントを監禁する秘密の島「コロニー」に強制送還されてしまう。
数ヵ月後、ジャックは愛する妻に再び会うため、コロニーから脱出するのだが、そこで驚くべき事実を知る。なんと妻はスタヴロスの手によって連れ去られていたのだ。ジャックはヤズと共に愛する妻を助け出すことを誓った。

## 登場人物
ジャック・クイン
演 - ジャン＝クロード・ヴァン・ダム
元CIAのエージェント。1959年生まれ。専門分野はテロ活動の阻止であらゆる任務を成功させたプロフェッショナル。現在は引退して妻と南フランスで暮らしている。22歳で外務職員局に入局。
ヤズ
演 - デニス・ロッドマン
アントワープの武器商人。派手好きで毎回、髪の色を変えるのが趣味。基本的には冷静沈着。武器商人だけに兵器の扱いに長けている。格闘術の心得もあり、拳銃を持った相手にも臆さず戦って勝利した実力者。彼なりに仕事の哲学を持っている。バイクで地雷原を走行する胆力も持つ。
スタヴロス
演 - ミッキー・ローク
テロリスト。戦いによって妻と6歳の息子を失う。腕っぷしが強く力づくで物事を打破することもあり、エージェントのジャックとも渡り合える。犯罪者らしく、人当たりが冷たく、ジャックに対する報復としてキャサリンを誘拐するが身重であったことから丁寧に接している。
キャサリン・クイン
演 - ナターシャ・リンディンガー
ジャックの妻。彫刻家。妊娠中。夫の仕事に理解を示している。終盤で出産する。
ゴールドスミス
演 - ポール・フリーマン
6年前に死んだとされる工作員。
マリア・トリフィオリ
演 - ヴァレリア・カヴァッリ
産婦人科医。スタヴロスに協力していたが、終盤キャサリンを救うために裏切る。

## キャスト
| 役名                 | 俳優                           | 日本語吹替 | 日本語吹替                                                                                                |
| 役名                 | 俳優                           | ソフト版 | テレビ朝日版                                                                                              |
| -------------------- | ------------------------------ | --- | --- |
| ジャック・クイン     | ジャン＝クロード・ヴァン・ダム | 大塚芳忠 | 山寺宏一                                                                                                  |
| ヤズ                 | デニス・ロッドマン             | 大友龍三郎 | 大塚明夫                                                                                                  |
| スタヴロス           | ミッキー・ローク               | 池田秀一 | 小川真司                                                                                                  |
| ゴールドスミス       | ポール・フリーマン             | 池田勝 | 富田耕生                                                                                                  |
| キャサリン・クイン   | ナターシャ・リンディンガー     | 佐々木優子 | 山像かおり                                                                                                |
| マリア・トリフィオリ | ヴァレリア・カヴァッリ         | 佐藤しのぶ | |
| その他               | N/A                            | 田中正彦 置鮎龍太郎 石波義人 小形満 小島敏彦 伊藤栄次 星野充昭 北川勝博 麻生まどか 棚田恵美子 乃村健次 幹本雄之 落合るみ | 堀越真己 廣田行生 秋元羊介 西村知道 中田和宏 湯屋敦子 相沢正輝 伊藤栄次 岡本章子 松本大 遠藤純一 乃村健次 |
| 日本語版制作スタッフ |                                | | |
| 演出                 | 演出                           | 岩見純一 | 春日一伸                                                                                                  |
| 翻訳                 | 翻訳                           | 筒井愛子 | 武満眞樹                                                                                                  |
| 監修                 | 監修                           | 松崎広幸 | N/A |
| 調整                 | 調整                           | 兼子芳博 | 荒井孝 |
| 効果                 | 効果                           | | 南部満治                                                                                                  |
| プロデュース         | プロデュース                   | 吉岡美惠子 | |
| 制作                 | 制作                           | ACクリエイト | スケアクロウ                                                                                              |
| 初回放送             | 初回放送                       | N/A | 2000年7月9日 『日曜洋画劇場』                                                                             |

## スタッフ
- 監督：ツイ・ハーク
- 製作：モシュ・ディアマント
- 脚本：ドン・ジャコビー、ポール・モネス
- 撮影：ピーター・パウ
- 音楽：ゲイリー・チャン
- アクション監督：サモ・ハン・キンポー、シャン・シンシン

## 受賞
第18回ゴールデンラズベリー賞
- 受賞：最低助演男優賞 - デニス・ロッドマン
- 受賞：最低スクリーンカップル賞 - デニス・ロッドマン＆ジャン＝クロード・ヴァン・ダム
- 受賞：最低新人賞 - デニス・ロッドマン

## 備考
- ヤズを演じたデニス・ロッドマンが有名なバスケットボール選手だったためか、彼の台詞には多くのバスケ用語が含まれている。その他にもバスケットボール型のパラシュートが登場したり、ロッドマンが骸骨をボールに見立ててシュートする場面などもある。
- 「ザ コカ・コーラ カンパニー」がスポンサーとして参加しているためか、劇中ではコカ・コーラの缶や自販機が至る所に登場する。中には不自然な程に大量の自販機が設置されている場面もある。